# Petronella Moens
Petronella Moens (Kûbaard, Littenseradiel, 16 de novembre de 1762 - Utrecht, 4 de gener de 1843) va ser una editora i periodista neerlandesa i una de les escriptores més famoses del seu temps.
El seu treball consta de 150 títols: poemes ocasionals d'articles revisats, obres de teatre, novel·les moralitzadores -pertanyents al corrent de romanticisme- així com novel·les epistolars, històries i discursos religiosos, fullets de política i literatura infantil. Va ser reportera parlamentària i va seguir de prop els debats de l'Assemblea Nacional, on estava particularment interessada en els temes de l'emancipació de les dones i dels jueus així com de l'abolició del tràfic d'esclaus.
Des dels anys 1980, és objecte de diversos estudis. Al febrer de l'any 2000 es va crear, en Nimega, la fundació Petronella Moens De Vriendin van't Vaderland, i el mateix any, J. Resp Veltman-van den Bos van en publicar una biografia bastant completa.

## Biografia
A l'edat de quatre anys ja estava gairebé cega. En principi dictava als seus amics els textos de les seves obres i més tard va contractar a un secretari per ajudar-la.